# Ōra
Ōra (邑楽町?) è una cittadina giapponese della prefettura di Gunma.